# 松永天馬
松永 天馬（まつなが てんま、本名同じ、1982年8月12日 - ）は、日本のミュージシャン・作家・詩人・俳優・映画監督である。東京都中央区晴海生まれ、江東区育ち。
日本のポップロックバンド・アーバンギャルドのヴォーカル、コンセプター、リーダーである。身長178cm。

## 来歴
1982年に東京都中央区晴海に3兄姉弟の末子に生まれる。幼少時に江東区に引っ越し、江東区立臨海小学校を経て、江東区立深川第三中学校を卒業後（中学での部活は演劇部）東京都立九段高等学校に進学。この頃は合気道を嗜む。
2001年に同校を卒業後、同志社大学神学部に進学。
2005年に同学部を卒業。在学中に早稲田大学第一文学部ロシア語ロシア文化専修（当時）に国内留学してロシア文学を学び、ウラジーミル・ソローキンなどのアバンギャルド作家に感銘を受ける。

### アーバンギャルド
学生時代からの詩や演劇、映像での活動を経て、2000年代中盤頃からアーバンギャルドをスタート。
- 2007年 - 浜崎容子が加入。本格的に活動を開始する。
- 2008年 - 『少女は二度死ぬ』でインディーズデビュー。
- 2011年 - 『スカート革命』でメジャーデビュー[9]。
- 2013年 - 初のベスト盤『恋と革命とアーバンギャルド』をリリース。フランス・パリ JAPANEXPO にてライヴ。
- 2018年 - デビュー10周年記念公演「アーバンギャルドのディストピア2018 KEKKONSHIKI』を中野サンプラザホールにて開催。
- 2019年 - 浜崎容子、おおくぼけいと共に三人体制に。テクノポップセットなど、新たなサウンドを模索する。
- 2020年 - バンドメンバー、藤谷千明との共著による自伝『水玉自伝 アーバンギャルド・クロニクル』を出版。
- 2023年 - オールタイムベストアルバム『URBANGARDE CLASICK』オールタイムブルーレイ＆DVD『URBANGARDE VIDEOSICK』をユニバーサルミュージックよりリリース。また15周年記念公演「アーバンギャルドのディストピア2023 SOTSUGYOSHIKI」を中野サンプラザホールにて開催。
- 2025年 - 17周年記念公演「アーバンギャルドの昭和百年・野音戦争」を過去最大キャパである日比谷野音にて開催。

### ソロ活動、執筆業、俳優業、映像監督業
- 2013年 - 『死んでれら、灰をかぶれ』で小説家デビュー[10]。S-Fマガジンを中心に短編を掲載し、2015年初の書籍『自撮者たち』を早川書房から刊行[11]。
- 2014年からソロ名義のライヴも開始。翌年ソロバンドを「松永天馬と自殺者たち」と命名[12]。
- 2015年 - NHK Eテレ『Let's天才てれびくん』で初のテレビ番組レギュラー出演。
- 2016年 - NHK BSプレミアム『シリーズ・江戸川乱歩短編集 1925年の明智小五郎』（主演：満島ひかり）でドラマ初出演[13]。
- 2016年 - アーバンギャルドの楽曲をモチーフにした短編集『少女か小説か』[14]を集英社から刊行[15]。
- 2017年 - 「ラブハラスメント」[16]をリード曲に、ソロデビューアルバム『松永天馬』[17]を発売。初のソロワンマン「Blood,Semen,and Death.」開催。
- 2017年 - ソロアルバムのために初のショートフィルム『血、精液、そして死』[18]を監督脚本音楽主演。冨手麻妙を助演に迎える。
- 2017年 - MOOSICLAB2017の招待プログラム「松永天馬映画祭」のために新作『カメラ×万年筆＝夏』に主演、共同脚本。姫乃たまW主演。
- 2018年 - 『松永天馬』収録の全曲をMVにし『カメラ×万年筆＝夏』を加えたヴィデオ作品『見る、松永天馬』[19]を発売。阿知波妃皇ら出演。
- 2018年 - 年内に100作品を制作する「松永天馬100作品」[20]プロジェクトを掲げ、達成した。
- 2018年 - MOOSICLAB2018長編コンペ作品として初の長編映画にして監督脚本音楽主演作品「松永天馬殺人事件」を提出。4DXならぬ"4DIEX"仕様を謳った内容は観客の度肝を抜き、男優賞、ミュージシャン賞に加え急遽新設された「松永天馬賞」を受賞。
- 2019年 - セカンドソロアルバム『生欲』をリリース。いまみちともたか（BARBEE BOYS）による楽曲提供、面影ラッキーホール『好きな男の名前、腕にコンパスの針でかいた』カヴァーなども収録。
- 2021年 - 一人芝居とライヴによって構成された無観客ライヴ『七人の天馬』を開催。DVD化。また北川景子主演ドラマ『リコカツ』（TBS）に出演。
- 2022年 - ソロデビュー五周年を記念し、キャリア初の47都道府県ツアー「四十七人の天馬」を開催、成功させる。またサードアルバム『不惑惑惑』をリリース。
- 2024年 - 川本真琴とのコラボレーションシングル『君とフランベ』リリース。
- 2025年 - 商業映画初主演作『デコチン DECO-CHIN』公開（中島らも原作、島田角栄監督）

### 詩のボクシングの優勝歴
2001年以降、数回にわたって詩のボクシングで優勝経験あり。
- 2001年 - 第2回大学生詩のボクシング（第2回日本フェザー級王座決定戦）優勝[21]
- 2001年 - 詩のボクシングin自主法政祭　優勝[22]
- 2004年 - 選抜式詩のボクシング全国大会in沖縄[23]優勝
- 2014年 - 選抜式詩のボクシング全国大会in北海道湧別町[24]優勝
- 2015年 - 詩のボクシング世界ライト級王座　6代目チャンピオン[25]

## 人物
ソロミュージシャンとしては、男性の自意識を歌う「いま、もっとも気持ち悪い男」。
バンドではすべての作詞を担当し、楽曲のほか、アートワークやMV監督、詩の朗読なども手掛ける。
また教育方面での活動も行い、これまでに慶應義塾大学や明治大学での特別講師としての講義やNHK文化センターでの特別講座「松永天馬・言葉の世界」（2016年10月期に京都教室、2017年4月期に青山教室、2018年1月期に名古屋教室）などで教鞭をとっている。
楽曲や文章の作風は過去の文芸作品、音楽作品、サブカルチャーなどからの膨大な引用を得意とし、ポップかつ実験的である。
また詩の朗読などの経験から、書き言葉であっても音韻にこだわった文体が特徴とされる。
音楽ではムーンライダーズや筋肉少女帯、ピチカート・ファイヴをはじめとする渋谷系やSPANK HAPPY（第二期）などの影響を強く受ける。
血液型A型。好きな色はピンク。

## 著作
- 『自撮者たち 松永天馬作品集』（小説短編集＆詩集、早川書房、2015年、ISBN 978-4-1520-9569-5）[33]
- 『少女か小説か』（短編集、集英社文庫、2016年、ISBN 978-4-0874-5437-6）[34]

### 共著
- 青山裕企・浜崎容子との共著『スクールガール・トラウマ』（写真詩集、メタブレーン、2016年、ISBN 978-4-9052-3951-2）[35]
- 浜崎容子・おおくぼけい・藤谷千明との共著『水玉自伝～アーバンギャルド・クロニクル』（インタビュー、ロフトブックス、2020年、ISBN 978-4907929350）

## ディスコグラフィ（ソロのみ）

### アルバム
|     | 発売日        | タイトル | 規格品番                            | 収録曲 | 備考            |
| --- | ------------- | -------- | ----------------------------------- | --- | --------------- |
| 1st | 2017年7月26日 | 松永天馬 | FBAC-025:初回限定盤 FBAC-026:通常盤 | 1. キスマーク／唇 2. Blood,Semen,and Death. 3. ラブハラスメント 4. 天馬のかぞえうた 5. ぼくらの七日間恋愛 6. ハートマーク／心臓 7. 身体と歌だけの関係                                                                                          | FABTONE RECORDS |
| 2nd | 2019年9月4日  | 生欲     | TEN-0001:初回限定盤 TEN-0003:通常盤 | 1. 生欲 2. ポルノグラファー 3. 生転換 4. 好きな男の名前 腕にコンパスの針でかいた 面影ラッキーホール・現O.L.Hのカヴァー 5. プレイメイト 6. T字架 7. ナルシスト 8. ピンクレッドⅦ いまみちともたかプロデュース                                    | TEN RECORDS     |
| 3rd | 2022年11月2日 | 不惑惑惑 | TEN-0004:初回限定盤 TEN-0006:通常盤 | 1. そうだろうどうだろう 2. バニーガールアーミー (feat.キングサリ) 3. 推さないで 4. SEXY HARAJYUKU 5. ナイトサファリ 6. ぼくたちは失敗 7. キリスト・ロック 8. パフェ評論 (feat.天神・大天使・閻魔) 9. 君とは結婚すると思ってたんだ 10. 不惑惑惑 | TEN RECORDS     |

### 楽曲提供＆ゲスト参加
- しらい
  - 『ロリータ理論』（作詞・作曲）
  - 『ハンバート・ハンター』（作詞・作曲）
  - 『Perfect Ending #パフェには終わりが来る』（作詞・作曲）
  - 『DOLLING』（作詞・作曲）
  - 『仮想化草紙』（作詞・共作詞）
  - 『ビデオのように』（作詞・作曲　アーバンギャルドカヴァー）
  - 『ピラルクの娘』（作詞）
- twinpale(蒼井叶+白雪姫乃)
  - 『ショートケーカーズ』（作詞・作曲）
  - 『ぼくたちは失敗』（作詞・作曲）
  - 『あたしガチャ』（作詞・作曲）
  - 『チョコレイト・カノン』（作詞・作曲）
  - 『ピンクゾンビーズ』（作詞・作曲）
  - 『カショオ化SHOW』（作詞）
  - 『ワンピース心中』（作詞　アーバンギャルドカヴァー）
  - 『ゴステリック』（作詞・作曲）
- キングサリ
  - 『金愚上等』（作詞・作曲）
  - 『生生しろよ』（作詞・作曲）
  - 『キャラメリボーン』（作詞・作曲）
  - 『シリアルガール』（作詞・作曲）
  - 『洗礼ズム』（作詞・作曲）
  - 『吸血鬼純情』（作詞・作曲　天神・大天使・閻魔ソロ曲）

- 閻魔ちゃん
  - 『ネクロマティック🎀閻魔ちゃん』（作詞・作曲）
  - 『唇にピアス』（作詞・作曲）
  - 『絶対純喫茶』（作詞・作曲）
  - 『ホスピタガアル』（作詞・作曲）
  - 『令和残酷物語』（作詞・作曲）

- GE'LMINATii『ジェルミネーション』（作詞）
- 夢入レゆ『眠らんない！』（作詞・作曲）

- あんのいず
  - 『自撮入門』（作詞・作曲　アーバンギャルドカヴァー）
  - 『地雷を踏んだらホスピタれ！』（作詞・作曲）
- アンスリューム『DIE DIE 大天使』（作詞・作曲）
- 北小路ヒスイ（にじさんじ）『スピってる』（作詞・作曲）
- ミミヒメ『姫、はじめました』（作詞・作曲）
- 幼女社長　井沢ユキ（CV上坂すみれ）
  - 『令和絶対命令』（作詞）
  - 『セクレタリーの秘かな愉しみ』（作詞）
- 秋山依里『薬指姫』（作詞・作曲）
- ようなぴ（ex.ゆるめるモ！）『たいむかぷせるたいむ』（作詞・共作曲）
- 絵恋ちゃん『ゑまにねがいを』（共作詞・作曲）
- MANACLE（マナクル）『憂デンティティ』（作詞・作曲）
- Roh Edelsteinen『ぬいぐるみたい！』（作詞・作曲）
- (M)otocompo『Far From僕』（歌唱）
- 松永天馬 et おおくぼけい『東京ブロンクス』（いとうせいこう & TINNIE PUNKS カヴァー　朗読）
- じゅじゅ『非実在聖少女』（作詞・作曲）
- 塚本舞『カクテルガール』（作詞・作曲）
- 逢瀬アキラ『VALERY:NA（逢瀬アキラ×いまみちともたか×松永天馬）』（ラップ作詞・歌唱・ラップ）
- 新しい学校のリーダーズ『恋ゲバ』（作詞）
- 上坂すみれ『平成生まれ』（作詞）
- 野佐怜奈『さいざんすマンボ』（トニー谷Cover・歌唱）
- 双子の魔法使いリコとグリ ソロシリーズ　リーゼ（CV：石川界人）『チョコレートの涙』（作詞）
- 真空ホロウ『ハートの噛み跡』（作詞）
- 第36回全日本少年少女合唱祭全国大会全体合唱曲『命の手紙』（作詞）[36]
- バンドじゃないもん!『シンデレラブルース』（作詞・作曲）[37]
- ぱぺらぴ子ちゃん『キスミーきれいみー』（作詞、「Let's天才てれびくん」挿入歌）[38]
- 黒宮れい（BRATS）『十四歳病』（作詞・作曲）[39]
- たんきゅんデモクラシー『あどれっせんすドレス伝』（作詞）[40]
- 上坂すみれ『すみれコード』（作詞・作曲）[41]
- ナンバタタン（南波志帆＆タルトタタン）『ズレズレニーソックス』（作詞）[42]
- 野佐怜奈
  - 『涙でできたクリスマス』（作詞）[43]
  - 『サンタクロース・コンプレックス』（作詞）[43]
- PASSPO☆
  - 『ピンクのパラシュート』[注釈 1][44]
  - 『Shang Shang シャンデリア』（作詞・作曲）[44]
- 新・チロリン
  - 『涙は少女の武器』（作詞）[45]
  - 『Post! Post! Post!』（作詞・作曲）[45]

## フィルモグラフィ

### 映画
- デコチン DECO-CHIN（2025,松本）主演　中島らも原作・島田角栄監督
- ダマガール（2023）清水佳代子監督[46]
- デッド・フラワーズ（2019,甚八）島田角栄監督
- 脱がない男（2019,松永天馬）朗読詩・音楽・主演
- 松永天馬殺人事件（2018,松永天馬）監督・脚本・音楽・主演[47]
- カメラ×万年筆＝夏（2017,ふっくん）脚本（共作）・主演
- 血、精液、そして死（2017,作家,編集者）監督・脚本・音楽・主演

### ビデオ
- 見る、松永天馬（2017）主演

### テレビ
- Let's天才てれびくん（2015年3月 - 2017年3月、NHK Eテレ） - 天馬係長 役[48]
- シリーズ・江戸川乱歩短編集 1925年の明智小五郎 D坂の殺人事件（2016年1月11日、NHK BSプレミアム） - 「私」 役
- 元町ロックンロールスウィンドル（2019年6月10日、サンテレビ） - 豊 役
- 悪の波動 殺人分析班スピンオフ（2019年10月 - 11月、WOWOW）
- 天才てれびくんhello（2020年10月7日、NHK Eテレ）
- リコカツ（2021年4月16日 - 6月18日、TBS） - 大崎哲郎 役
- 惑星スミスでネイキッドランチを 第8話（2021年5月25日、サンテレビ） - 岡崎 役
- 勝手にライブをしやがれ!!（2021年12月30日、サンテレビ） - ポール 役[49]
- 稲妻ムービーマーケット 第2話（2023年4月10日、サンテレビ） - 亀山 役

### ウェブテレビ
- 少女ピカレスク（2018年6月23日先行上映、ファミリー劇場CLUB） - 前田役
- SPECサーガ黎明篇「サトリの恋」（2018年9月 - 11月、Paravi） - ディーラー・狩野 役
- SICK'S 覇乃抄 〜内閣情報調査室特務事項専従係事件簿〜（2019年5月、Paravi） - 元ディーラー・狩野 役